# 丸山竜也
丸山 竜也(まるやま たつや、1994年7月29日 - ）は、千葉県流山市出身の陸上競技選手。専門は長距離走・マラソン。専修大学松戸高等学校・専修大学卒。トヨタ自動車陸上長距離部所属。

## 来歴

### 学生時代
流山市立西初石中学校時代は陸上部が存在せず、サッカー部に在籍していた。しかし3年次の東葛駅伝では特設駅伝部のメンバーとして好成績を残している。
専修大学松戸高校時代は実績を残せなかったが、専修大学入学後は伊藤国光監督の指導で急成長。チームが予選会を突破した1年次の第90回箱根駅伝は予選会には出場するも本戦出場はならなかったが、3年次の第92回箱根駅伝予選会ではチームトップの個人23位に入り、チームは予選落ちとなったものの関東学生連合チームに選出。本大会ではエースの集う2区で区間9位相当の成績を残した。
4年次の第93回箱根駅伝予選会では日本人3番手となる個人8位と好走。チームは予選落ちとなったものの2年連続で関東学生連合に選出。本大会では1区を務めたものの脚の痛みもあり終盤に急失速し、先頭から4分以上離される区間21位相当に終わった。

### 社会人・実業団時代
黒崎播磨に入社するもホームシックにより2か月で退社。その後は商社に勤めながら松戸市陸協所属で“MESHI BOY”というニックネームで市民ランナーとして活動。京都マラソン2019では2時間16分27秒の大会新記録で優勝した。
2019年9月1日、八千代工業に入社し再び実業団所属となる。
2020年1月の大阪ハーフマラソンでは、トラック勝負を制し1時間01分58秒の大会新記録で優勝。同年12月の第104回日本選手権10000mでは3人が日本新記録を上回るハイレベルな展開のなか、自己ベストとなる27分52秒27で10位。さらに3週間後の第51回防府読売マラソンでは38km手前で先頭集団から飛び出し、自己ベストを7分近く更新する2時間09分36秒で優勝。
2021年5月の第105回日本選手権10000mでは28分01秒80で6位入賞。
2022年2月1日、八千代工業陸上競技部の休部を受けトヨタ自動車に移籍。同年6月の第106回日本選手権5000mでは13分34秒60で7位入賞。9月のベルリンマラソンでは自己ベストをさらに更新する2時間07分50秒で8位に入り、2023年に開催されるマラソングランドチャンピオンシップの出場権を獲得した。

## 自己ベスト
- 5000m：13分31秒59（2021年 全日本実業団陸上）
- 10000m：27分52秒27（2020年 第104回日本選手権）
- ハーフマラソン：1時間01分58秒（2020年 大阪ハーフマラソン）
- マラソン：2時間07分50秒（2022年 ベルリンマラソン）